# Storia dei benedettini a Vicenza
Tra l'VIII e l'XI secolo gli ordini benedettini, maschile e femminile, si diffusero nella gran parte del territorio vicentino e letteralmente lo colonizzarono, bonificando e rendendo coltivabili ampie estensioni di terreno, costruendo monasteri, chiese e ospitali per pellegrini, assicurando le funzioni liturgiche e svolgendo attività pastorali in favore della popolazione rurale.
Dal XIII secolo in poi iniziò il periodo di decadenza, anche perché la vita sociale si incentrò nelle città, dove si insediarono gli ordini mendicanti; la maggior parte degli edifici e delle proprietà benedettine furono ceduti ad altri religiosi o a laici e le abbazie restarono semivuote. Con i decreti napoleonici del 1806 e del 1810, infine, tutti gli ordini religiosi furono sciolti e i benedettini sparirono definitivamente dal territorio vicentino.

## Alto Medioevo

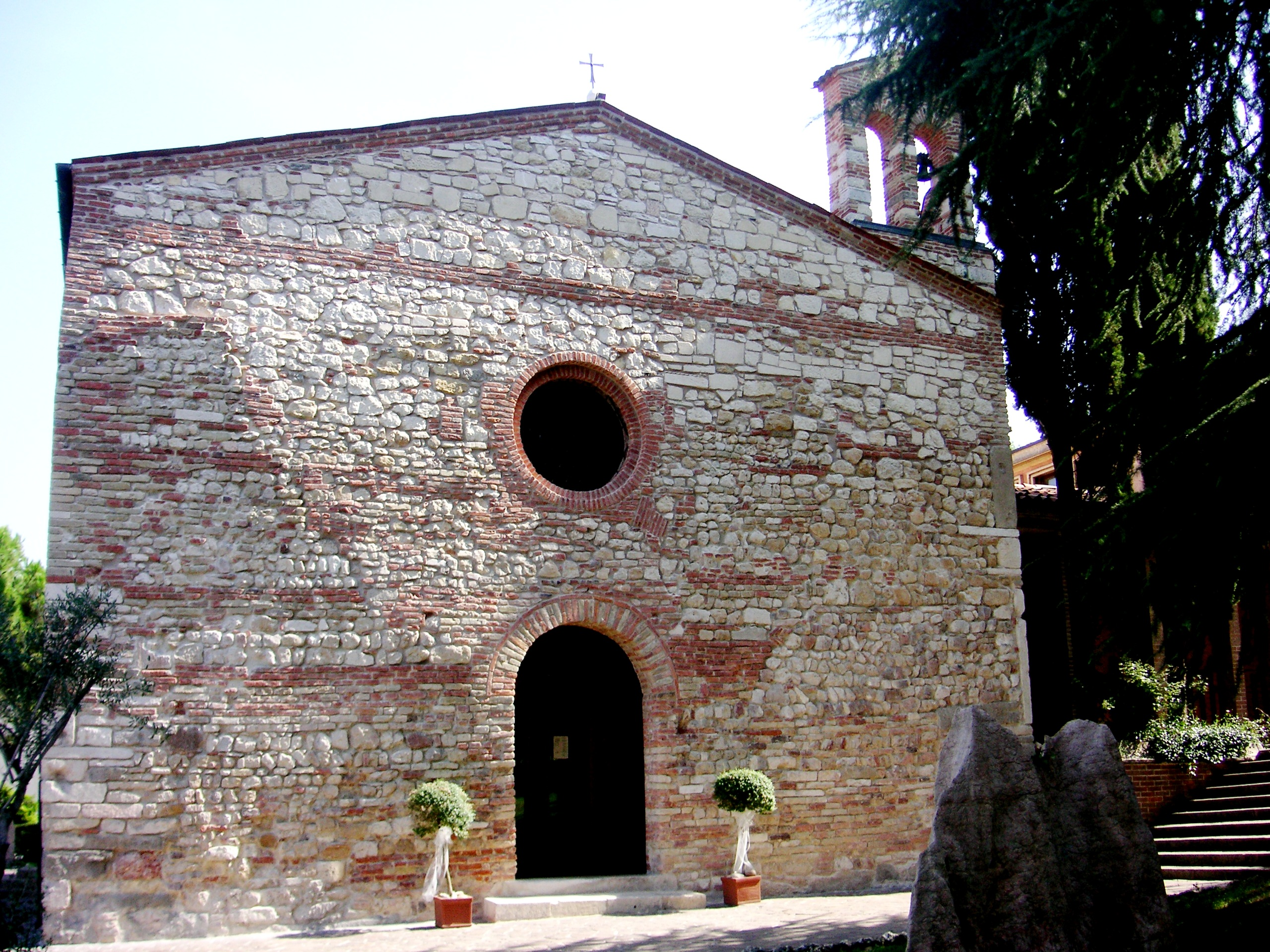
La facciata della chiesa di San Giorgio in Gogna

### VI e VII secolo
Verso la metà del VI secolo san Benedetto redasse la sua regola monastica e molte comunità che la adottarono si diffusero in Italia e in varie parti d'Europa; questo non avvenne però nel territorio vicentino e in genere in quello soggetto al regno dei Longobardi, che fino al regno di Cuniperto erano di confessione ariana.

### VIII secolo
Dopo la conversione dei longobardi al cattolicesimo, e soprattutto verso la metà dell'VIII secolo, molti nobili - in alcuni casi lo stesso re o i duchi - fondarono monasteri in tutta Italia, finanziandone la costruzione e dotandoli di notevoli risorse economiche. Verso l'anno 753 Sant'Anselmo donò all'abbazia di Nonantola, presso Modena, che aveva lui stesso fondato, delle proprietà ex proprio suo in minibus Vincentia ... in loco qui dicitur Vicus Domnani e in loco qui dicitur SusonIa, luoghi identificati in Motta di Costabissara e Sossano. Le terre donate spesso non erano contigue al monastero - perché provenivano da possedimenti anche lontani dei donatori - e non erano coltivate direttamente dai monaci, ma da affittuari. Talora costituivano solo una fonte di reddito, altre volte erano il presupposto per fondare ulteriori monasteri, retti da un priore, che dipendevano dall'abbazia principale.
Intorno alla metà dell'VIII secolo nel territorio vicentino vi erano comunque alcuni insediamenti benedettini dipendenti da abbazie non vicentine. Alla fine del periodo longobardo o alla prima età carolingia risale con ogni probabilità anche la fondazione di quella che divenne la principale abbazia benedettina maschile del territorio vicentino, annessa alla paleocristiana basilica dei Santi Felice e Fortunato di Vicenza, anche se non è documentata alcuna data certa. Sicuramente era già attiva nel 776, quando Carlo Magno visitò la basilica, allora dedicata a Vito e Modesto, notoriamente santi di tradizione benedettina, e l'arricchì di molti doni.

### IX-XI secolo
Sotto l'impero carolingio la diffusione dei monasteri benedettini ricevette un nuovo impulso. Mentre in origine a vivere secondo la regola erano comunità di laici (lo stesso Benedetto, probabilmente, non fu sacerdote), a partire dal IX secolo l'accesso al sacerdozio iniziò a essere considerato il naturale coronamento della vita spirituale di un monaco. I monasteri si clericizzarono e divennero luoghi di riferimento per la partecipazione liturgica del popolo. Le abbazie benedettine divennero anche importanti centri culturali e di formazione dei giovani.
Anche dopo il dissolvimento di quest'impero - nonostante qualche periodo di decadenza, dovuto anche alle scorrerie degli Ungari - continuò la diffusione degli insediamenti benedettini. Essa dipendeva dal favore delle autorità civili e religiose, sia per l'utilità sociale che essi rappresentavano come centri di aggregazione e di produzione di risorse, che per le attività pastorali, caritative e culturali che assicuravano.
Durante tutto l'Alto Medioevo le abbazie principali vicine alla città continuarono ad attirare l'interesse e il favore dei vescovi, insieme con numerose donazioni; si ricordano il Privilegium del 983 del vescovo Rodolfo, che concesse la maggior parte del territorio della diocesi all'abbazia di San Felice, quello del vescovo Girolamo del 1013 - che confermò le concessioni del suo predecessore - quelli del vescovo Astolfo nel 1033 e del vescovo Liudigerio, nella seconda metà dell'XI secolo.
I monasteri assunsero il ruolo di centri di attrazione della vita religiosa, ma divennero nello stesso tempo delle potenze politiche ed economiche, perché la loro organizzazione si inseriva benissimo nel nascente sistema feudale. Tramite donazioni, legati testamentari e assegnazione di beni e di privilegi estesero enormemente i loro possessi sul territorio, spesso in concorrenza e in lotta con i signori laici che, a loro volta, per appropriarsene usavano metodi violenti. I pochi documenti dell'Alto Medioevo che ci sono pervenuti riguardano principalmente la concessione di possedimenti e di benefici ai benedettini di San Felice.
Nel territorio vicentino, a quel tempo ricoperto da terreni malsani e acquitrinosi, fu essenziale la loro opera di bonifica, con l'apertura di strade e canali per far defluire le acque delle paludi, così come l'abbattimento di foreste e boschi che giungevano sino ai limiti della città per creare campi coltivati.
In un periodo in cui il livello culturale e spirituale del clero era a livelli infimi, fu importante l'evangelizzazione delle pievi rurali e l'attività pastorale svolta dal benedettini nei terreni bonificati, troppo lontani dalla pieve cittadina, con la costruzione di chiese e cappelle come punto di riferimento per la popolazione rurale. Importante anche l'attività caritativa e l'ospitalità data a malati, pellegrini e viandanti negli ospizi e xenodochi annessi alle chiese poste lungo le vie pubbliche poco al di fuori della città.
Non si ha invece documentazione - almeno per questi secoli - della vita culturale dei monasteri vicentini in questo periodo, con la creazione di biblioteche, lo studio, la conservazione e la copiatura dei manoscritti, l'apertura di scuole.

### Diffusione degli insediamenti benedettini

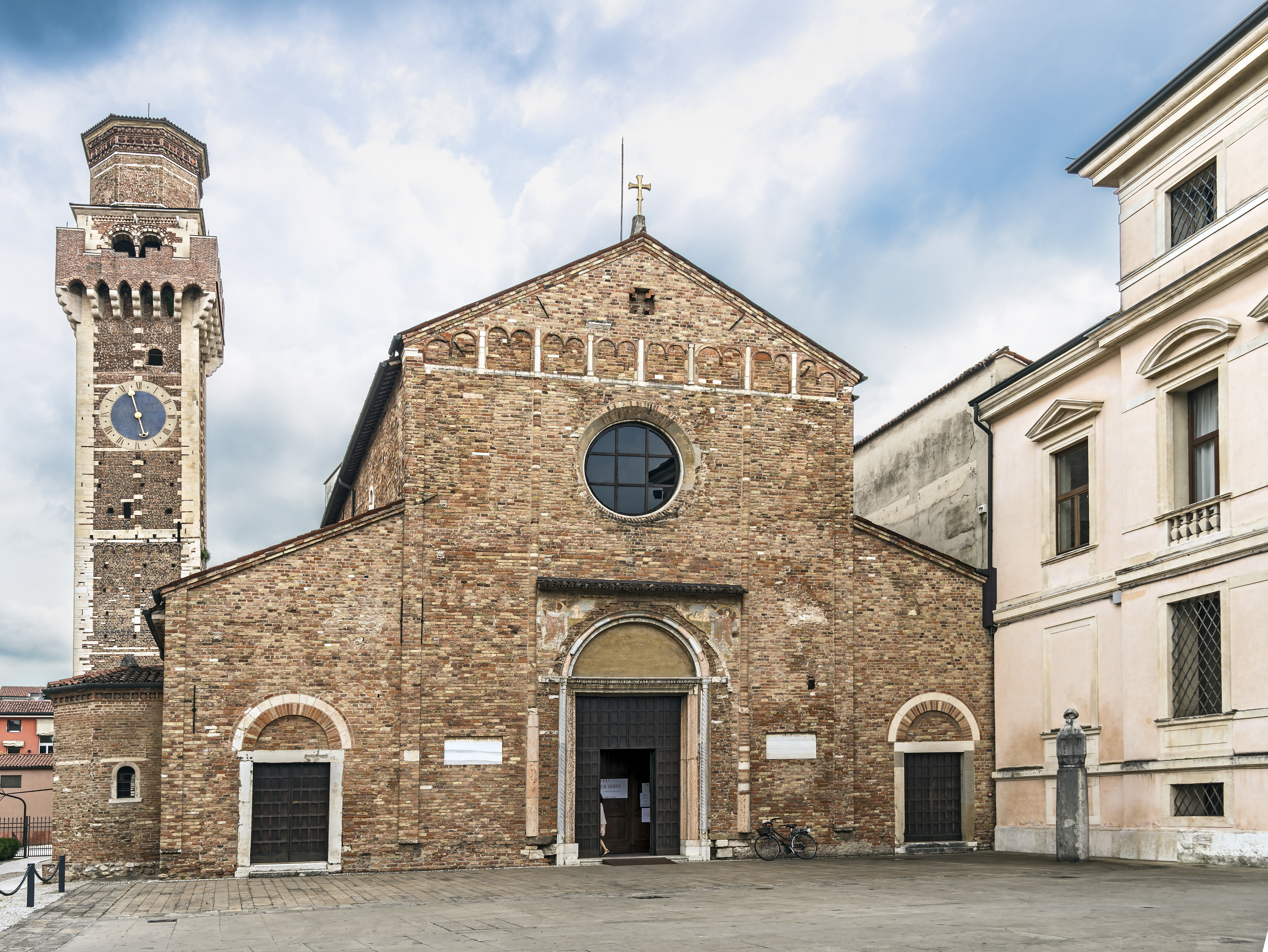
La facciata duecentesca della basilica dei Santi Felice e Fortunato

Della fondazione di molte antiche chiese sparse sul territorio vicentino non si ha una datazione certa, per totale mancanza di documenti o l'incertezza dei reperti. Alcune di esse, già esistenti prima dell'arrivo dei benedettini, furono rivitalizzate dai monaci, altre furono costruite direttamente da loro.
I santi titolari di alcune di esse – cioè Vito, Modesto e Crescenzia – fanno pensare sia ad un'origine benedettina che ai secoli VIII o IX come periodo di fondazione, essendo essi stati particolarmente cari alla dinastia carolingia. Altre chiese, dedicate a San Silvestro, cui era devoto sant'Anselmo, fanno invece pensare a una fondazione da parte dell'Abbazia di Nonantola.
Due importanti documenti, cioè il Privilegium del 983 con cui il vescovo Rodolfo assegnava o restituiva un'ingente dotazione di beni e diritti al'abbazia maschile di San Felice e Fortunato e quello del 1033 con il quale il vescovo Astolfo confermava i beni assegnati all'abbazia femminile di San Pietro sono anche quelli che, per la prima volta, forniscono la descrizione e la localizzazione degli insediamenti.

#### Vicino alla città
Il primo territorio in cui si diffusero i benedettini fu quello intorno alla città, appartenente alla "pieve urbana", territorio ricoperto da paludi e boschi che quindi doveva essere bonificato.
La più importante abbazia - per numero e dimensioni delle proprietà possedute o concesse in feudo - dalla quale partirono i monaci, fu certamente quella dei santi Vito e Modesto, annessa alla basilica dei Santi Felice e Fortunato.
Dipendenti da essa e poco al di fuori della cinta urbana vi furono diverse altre chiese o cappelle con gli annessi monasteri benedettini maschili, tutti ricordati nel Privilegium del 983:
- le tre chiese in Borgo San Felice: San Bovo (o della Misericordia), San Nicolò e San Martino
- la chiesa di San Pietro in Vivarolo fuori porta Santa Croce alla fine dell'attuale via dei Cappuccini. Durante il XIII e il XIV secolo il piccolo monastero fu abitato da monache, sotto la direzione di un priore benedettino nominato dall'abate di San Felice, fino a quando nel 1335 esse cominciarono a governarsi da sole, eleggendo una propria priora. Verso il 1390 il monastero ritornò in possesso dell'abbazia madre e il complesso di San Pietro in Vivarolo fu dato a sacerdoti secolari[5]
- la chiesa di Sant'Apollinare, posta su un modesto rilievo del Monte Berico, dove anticamente in quel luogo fu il tempio dedicato ad Apollo. Alla fine del XII secolo non era più benedettina e nel XV secolo era ridotta a un rudere

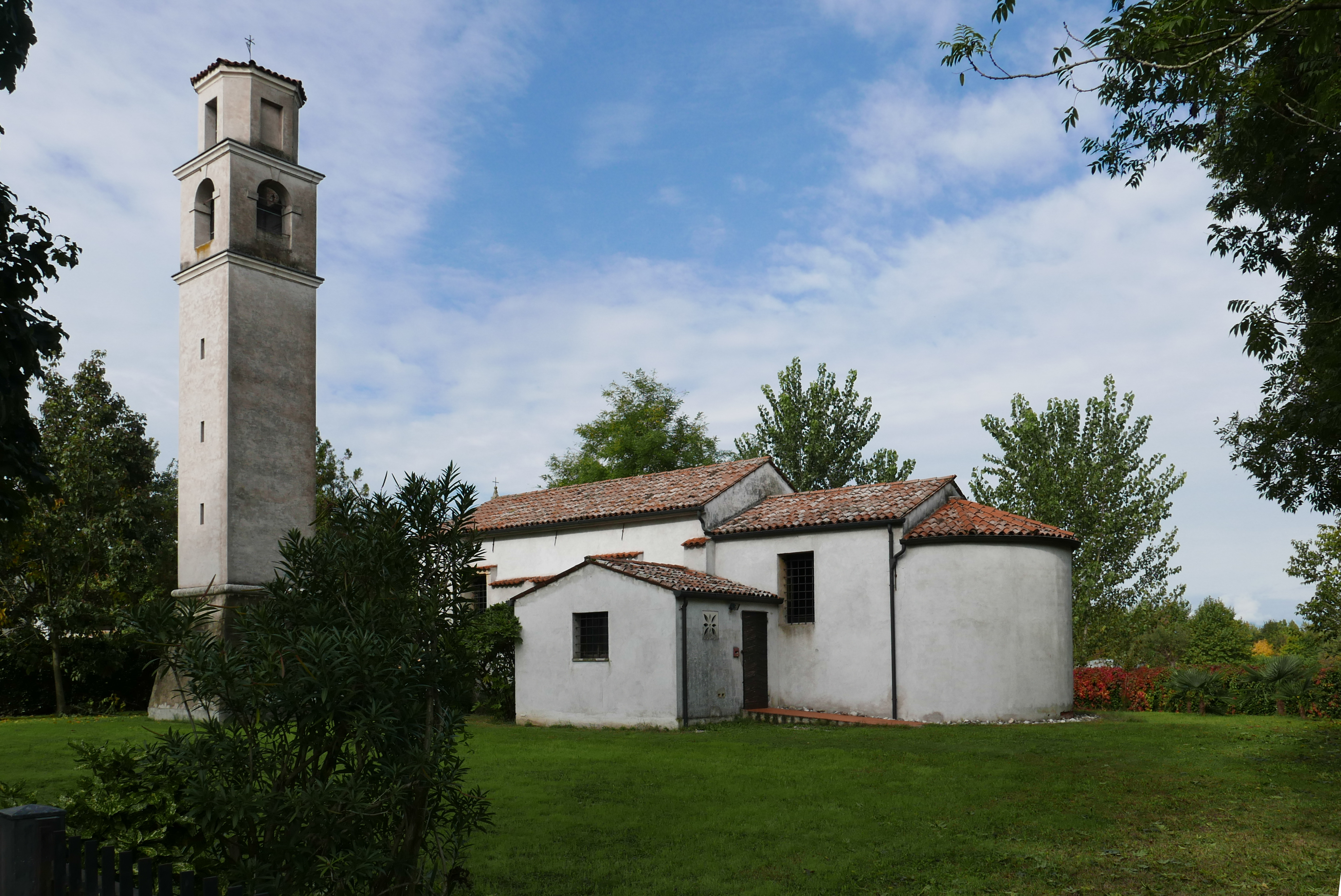
L'antica chiesetta di San Benedetto a Bertesinella

- l'oratorio di San Benedetto Abate a Bertesinella. Qui esisteva un insediamento benedettino, dipendente dall'abbazia di san Felice che durante il Medioevo era proprietaria di buona parte dei terreni della zona, dove aveva bonificato e aveva sviluppato le coltivazioni agricole, e delle cui rendite aveva investito nel 1134 l'ospedale di Lisiera[6]. La località è nominata per la prima volta in un documento del 1160; nel 1186 il vescovo Pistore ottenne la giurisdizione su di essa, togliendola ai benedettini[7]

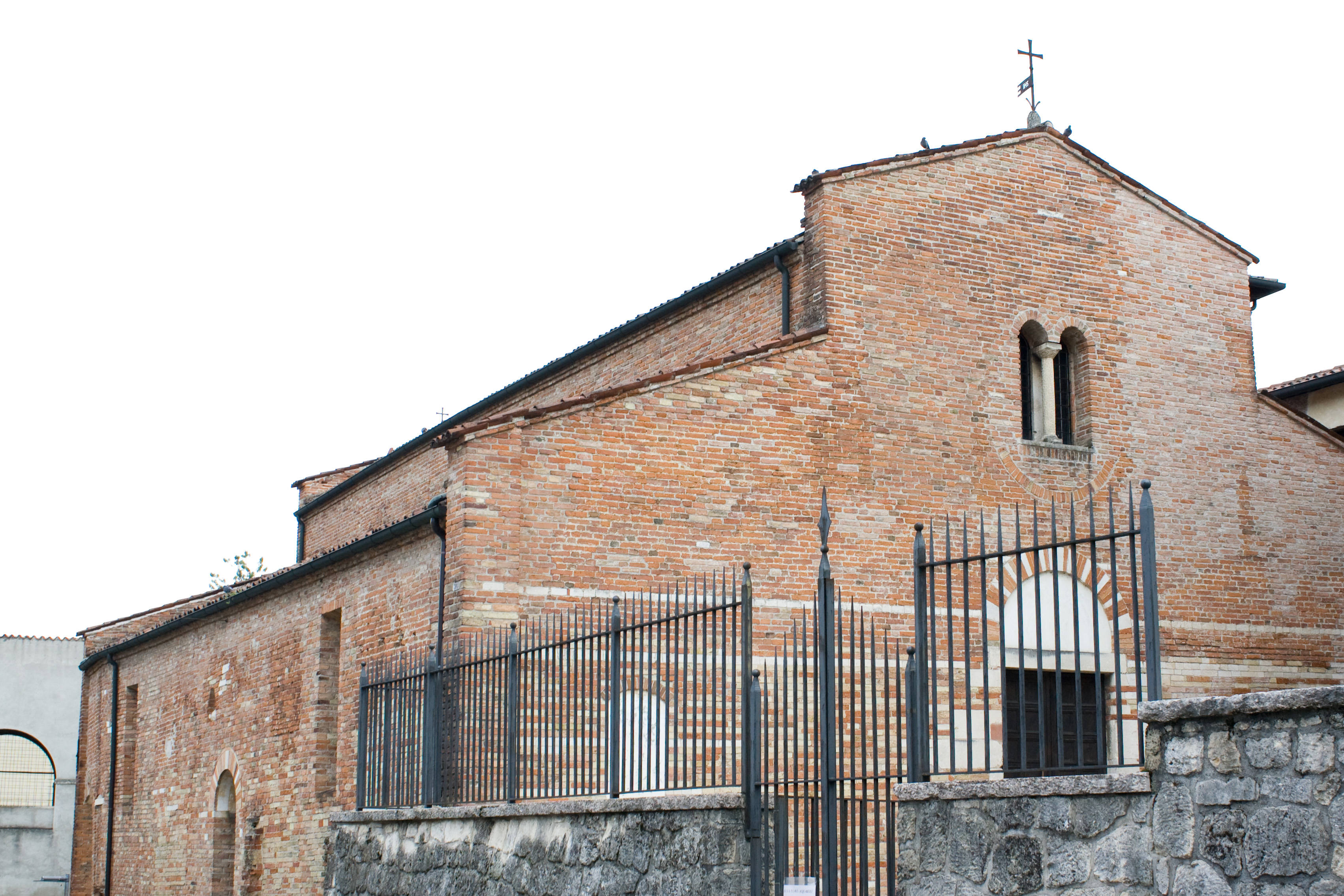
La chiesa di San Silvestro, nel suo aspetto duecentesco

- la chiesa di San Giorgio in Gogna, con annesso monastero e ospitale per pellegrini. Costruita sulle pendici del Monte Berico e citata nel Privilegium del 983, nel corso dei secoli fu adibita a lazzaretto, a prigione e a magazzino; non si conosce fino a quando rimase di proprietà dei benedettini.

Probabilmente non dipendeva invece da San Felice l'abbazia di San Vito vicino all'Astichello dove oggi vi è il Cimitero acattolico, donata al vescovo di Vicenza da Ugo di Provenza e da suo figlio Lotario di Arles, nel periodo in cui erano associati come re d'Italia e quindi tra il 931 e il 941.
Appartenevano invece sicuramente all'abbazia di Nonantola la chiesa e il monastero benedettini di San Silvestro, poco fuori città all'inizio della salita verso Monte Berico. Non vi è documentazione certa, ma secondo Barbarano, la chiesa sarebbe stata costruita nel 752 come grancia, organizzazione agricola.

#### Lungo la strada pedemontana e l'Alto Vicentino
I benedettini di San Felice non limitarono il loro campo di lavoro ai sobborghi della città ma da qui, seguendo le principali vie che sostanzialmente si identificavano con le antiche strade romane, si spinsero fino ai confini della diocesi, restando comunque all'interno dei suoi confini. I loro numerosi possedimenti probabilmente derivarono dalla bonifica di terre da loro compiuta, premiati da investiture vescovili e da donazioni di privati.
Uno dei loro percorsi seguì la via pedemontana che, partendo da San Felice, passava vicino agli attuali abitati di Costabissara, Castelnovo, Malo, San Vito di Leguzzano, Magrè, Pievebelvicino, Torrebelvicino, Santorso.
Da lì risalirono quindi la valle dell'Astico, dove il privilegio di Rodolfo ricorda beni benedettini nelle località di Cogollo, Mosson e Arsiero. Continuando poi sulla via pedemontana per Chiuppano, Caltrano, Breganze, Mason, Marostica - fino al 917, prima cioè della donazione di Berengario al vescovo di Padova, queste tre località appartenevano alla diocesi di Vicenza - per giungere ad Angarano. Entrarono in Bassano solo dopo il 983, perché fino alla metà del X secolo questo contado apparteneva alla diocesi di Asolo, che poi venne distrutta dagli Ungari.
Lungo la via pedemontana si possono quindi ricordare diversi insediamenti benedettini, con chiese, priorati e proprietà fondiarie:

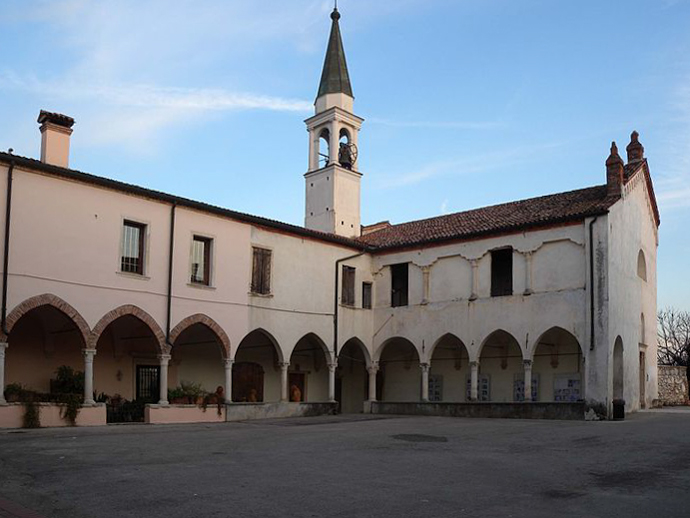
La chiesa di Santa Maria Maddalena, nel suo aspetto quattrocentesco

- la chiesa di Santa Maria Maddalena, affiancata da un monastero e da un ospitale, costruiti intorno all'anno 1000 su un rilievo alle pendici del Mons famulorum[11] nella frazione di Maddalene; ne parla un documento del vescovo Astolfo nel 1033. Nel 1234 il monastero non era più abitato da benedettini, ma di loro proprietà, che fu loro tolta dal papa intorno al 1440
- la chiesetta di Santa Maria in Favrega, chiesetta nonantolana a Motta di Costabissara, forse fondata verso il 752 da Anselmo, nobile di origine vicentina[12]
- la chiesa di San Vito - lo si deduce dal nome del santo e dall'opera di bonifica a Gambugliano[13]
- l'antica chiesa di San Pietro apostolo a Isola Vicentina, forse della stessa origine[14]
- l'antica chiesa di San Vitale a Castelnovo di Isola Vicentina e possedimenti ad Ignago[15]
- l'attuale chiesa parrocchiale di Malo, dedicata a San Benedetto, è indubbiamente di origine benedettina. Nel 983 i monaci di San Felice possedevano in Malado casali novem, come afferma il Privilegium di Rodolfo[16]

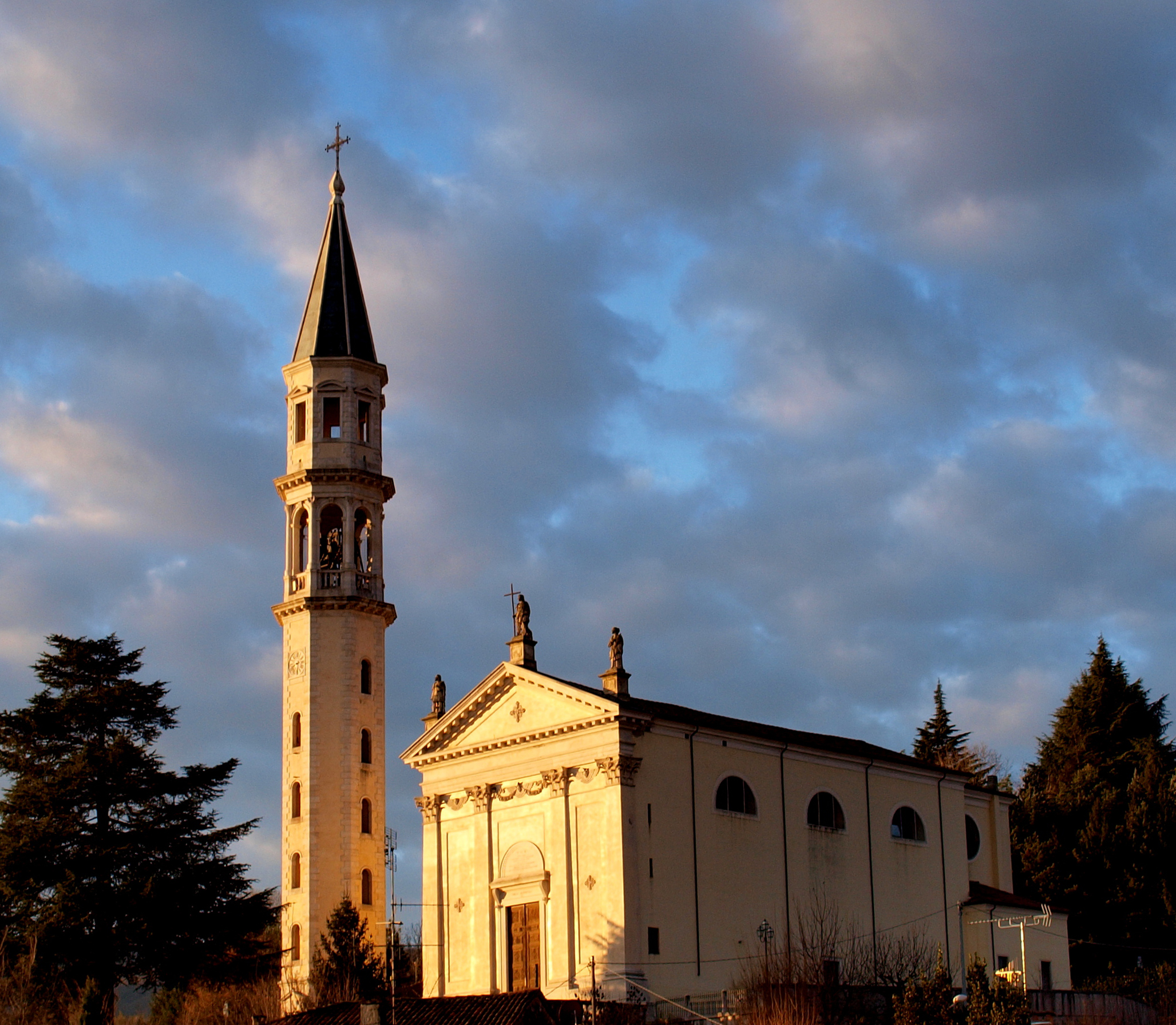
La chiesa di San Vito di Leguzzano

- le chiese di San Vito e di San Valentino a San Vito di Leguzzano desumono il proprio nome - e così pure il paese stesso - da santi benedettini. Il Privilegium di Rodolfo cita il possedimento di San Felice[17] con il nome di Luvisano; esso divenne poi feudo dei conti di San Vito, nobili locali[18]
- l'attuale chiesa parrocchiale di Magrè, dedicata a San Benedetto. Nel 983 i monaci di San Felice possedevano in Magrado casale unum[19]
- a San Martino di Torrebelvicino i benedettini avevano un priorato, che fu soppresso con il decreto napoleonico del 1810[20]
- la pieve di Schio, oggi Pievebelvicino, che fu donata nella seconda metà del secolo XI alle monache benedettine del monastero di San Pietro in Vicenza, insieme con il colle Garzone o Warzone dove oggi sorge il duomo di Schio[14]
- la chiesa di San Vito a Santorso[21]

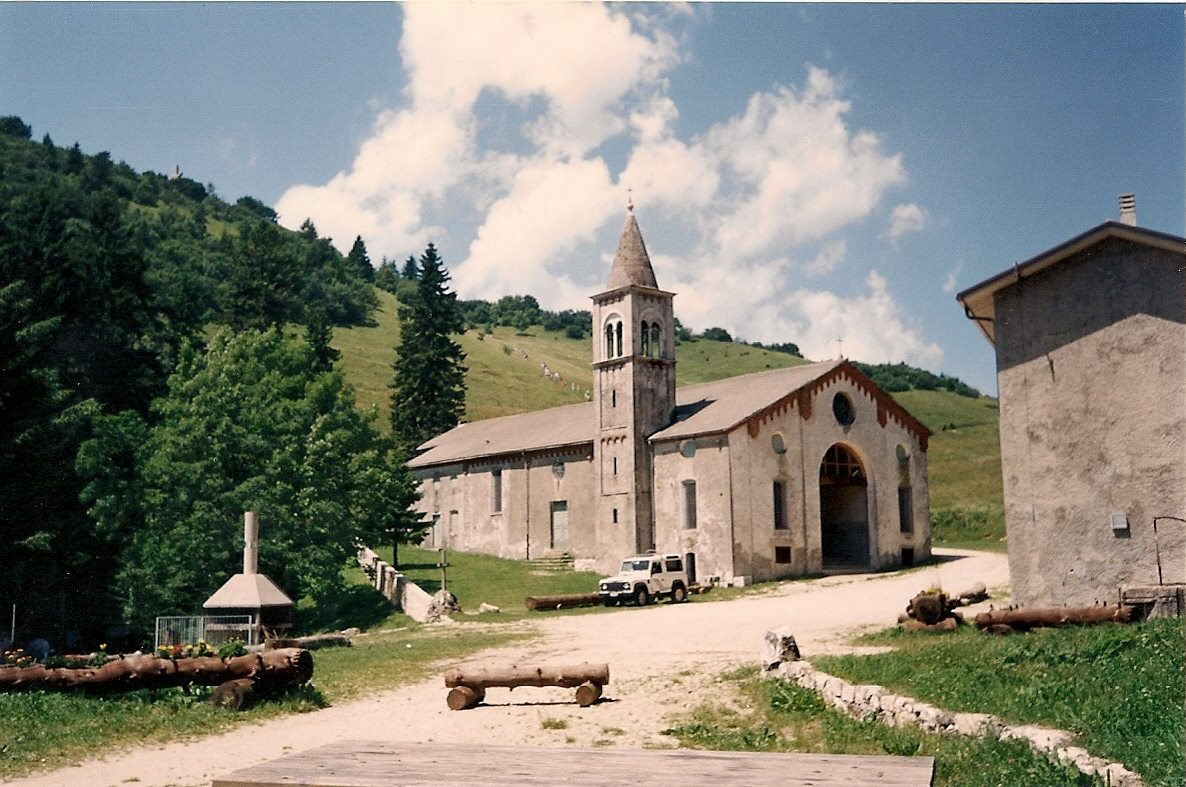
La piccola chiesa alpina dei Frati Girolimini sul monte Summano, probabilmente di origine benedettina

- la chiesa del Monte Summano, con molte probabilità, perché tutta la zona compresa quella del Monte Novegno era posseduta dai benedettini[22]
- Santa Giustina di Giavenale (frazione di Schio) ripete evidentemente il titolare del famoso monastero benedettino di Padova e anche al tempo del Barbarano la si faceva risalire ai monaci di San Benedetto[14].

Risalendo poi la vallata dell'Astico, erano citati nel Privilegium:
- terreni dei benedettini a Cogollo, Mosson, Arsiero. Secondo il Privilegium erano proprietà benedettine In Arserio aliud casale. In Cucullo petiam unam de vite et campos tre. In Mussone casale unum. In Rauna aliud[23].
- la cappella di San Vito a Piovene Rocchette[24]

#### Il territorio tra l'Astico e il Brenta, il Bassanese e la Valsugana
È meno facile reperire documenti relativi a queste zone perché, durante l'Alto Medioevo, il territorio compreso tra questi due fiumi, così come anche quello bassanese, mutarono la loro dipendenza politica e religiosa.
Tra il 917 e il 921 tutto il territorio compreso tra la riva sinistra dell'Astico e quella destra del Brenta - incluso l'Altopiano di Asiago - fu donato dall'imperatore Berengario al vescovo Sibicone di Padova, con l'obbligo di costruire castelli e opere di difesa contro le incursione degli Ungari.
Il riscontro quindi - che si trova nel Privilegium del 983 - dell'appartenenza di diverse terre e chiese situate in questo territorio, fa intendere che la colonizzazione da parte dei monaci di San Felice era già avvenuta prima del X secolo, raggiungendo i più lontani confini della diocesi.
In questa zona vi erano:
- terreni a Chiuppano e Caltrano
- a Breganze i benedettini di San Felice ancora nel 983 conservavano in Bregancio casale unum. Da altri documenti sembra che nel secolo XII qui esistesse un priorato benedettino[27]
- Mason era un feudo dei benedettini padovani. Nel 970 il vescovo Gauslino, dopo aver fatto ricostruire il monastero di Santa Giustina a Padova - anch'esso distrutto dagli Ungari come quello di San Felice - lo dotò di curtes e terreni tra cui quello esistente in loco ubi diciture Masone cum capella quae est constructa ad honorem sancti Galli[28]
- le chiesette di San Vito (ancora esistente) e di Sant'Apollinare (scomparsa) a Marostica, menzionate come curtes nel Privilegium: In Marostica curtes duas, unam in loco proprio cum capella sancti Apollinaris, alias vero in Burguliano cum capella sancti Viti de Gazo … Alpes quatuor, duas supra Marosticam quae vocantur Bagnaria et Lastaria, Longera[29]
- il monastero benedettino di Valle San Floriano e le colline di San Benedetto[30]. L'antica chiesa di San Floriano di Marostica esercitò fin dopo il 1000 una larga giurisdizione su quelle terre montane[22]
- alcune delle montagne di Gallio[31]
- altri terreni ad Angarano: In Angarano Casali duo et Montes duos, unus quidem Mons Olivarum et alius qui nominatur Mons Castanearum[32].

Quanto al territorio bassanese, i benedettini di San Felice non vi avevano lavorato fino alla metà del X secolo, perché appartenente alla diocesi di Asolo e, e quando questa fu distrutta dagli Ungari e il territorio passò sotto Vicenza i monaci erano già stati dispersi, in seguito alla distruzione anche del loro monastero. Solo dopo il 983 i benedettini di San Felice entrarono in Bassano e vi fondarono alcuni monasteri.
A Bassano vi erano dunque: 
- i monasteri di San Giovanni e di San Fortunato, a meno che questi già non esistessero, fondati da monaci provenienti da altre diocesi[26]
- la chiesa di San Vito di Bassano, fondata secondo un'iscrizione certamente falsa - che ivi si leggeva - dal Vitalianus rex, padre di Santa Giustina, che sarebbe stato convertito a Padova da San Prosdocimo[22].

Nel territorio bassanese appartenevano ai benedettini di San Felice, nel secolo X, anche molte terre situate in Solagna, Fonzaso, San Pietro di Barbozza, Boccone, Conselve e Arre: In Solania curtem unam cum capella Sancti Viti, in Foncare Casalia duo. In Facino Casalia tria. In Barbritia Casale unum. In Bucone aliam curtem. In Conselve Casalia quattuor. In Ara unum.
A molte delle chiese dell'Alto Vicentino è legata la tradizione di San Prosdocimo, racconto probabilmente introdotto a Vicenza dai benedettini padovani quando tra il 1064 e il 1076 rinvennero nella loro città delle reliquie identificate con quelle del santo e un monaco di Santa Giustina ne stese il racconto agiografico della sua vita.
Dopo il Mille, altri benedettini giunsero in zona, provenienti da parti diverse. Nel 1124 l'abate Ponzio di Cluny fondò il monastero di Santa Croce a Campese e in esso tre anni più tardi si stabilirono i monaci di Polirone di Mantova; la loro opera di bonifica e di evangelizzazione si svolse nel territorio che, alla destra del Brenta, va da Vallisone alla Piovega con la Valnera, la Valgadena e Foza fino alla Val Miela.

#### Lungo la via Postumia verso est
Le località poste lungo questa strada romana sono piene di ricordi dell'opera dei benedettini di Vicenza:
- l'ospitale di San Bartolomeo a Ospedaletto, dotato di notevoli possedimenti che da Bertesina si estendevano a Monticello e a Bertesinella[6]
- una buona parte di queste terre attorno a Lisiera fu bonificata dai benedettini, provenienti dall'abbazia di San Felice o da quella di San Vito[34]. Nel Privilegium del 983 il vescovo Rodolfo confermava ai monaci di San Felice in Liseria casali duo e nel 1118 l'imperatore Enrico V ordinava che fossero restituiti all'abbazia alcuni mandi ingiustamente usurpati[6]
- a San Pietro in Gu nel 1191 risiedeva un gastaldo dell'abbazia di San Felice[35] d
- Bressanvido fu uno dei centri più importanti della vita benedettina. Il nome Braydum Sancti Viti compare per la prima volta nel Privilegium di Rodolfo
- l'opera dei benedettini interessò anche la zona dell'attuale Pozzoleone, come è testimoniato dal Privilegium e dal nome della chiesa campestre di San Valentino
- altre località interessate furono Spessa, Gazzo
- così come Carturo e Tremignon (frazioni di Piazzola sul Brenta), con il monastero di San Luca
- presso Fontaniva le monache benedettine vivevano nel monastero di Santa Lucia, ricordato fin dal 1127[36]

#### Lungo la strada Marosticana

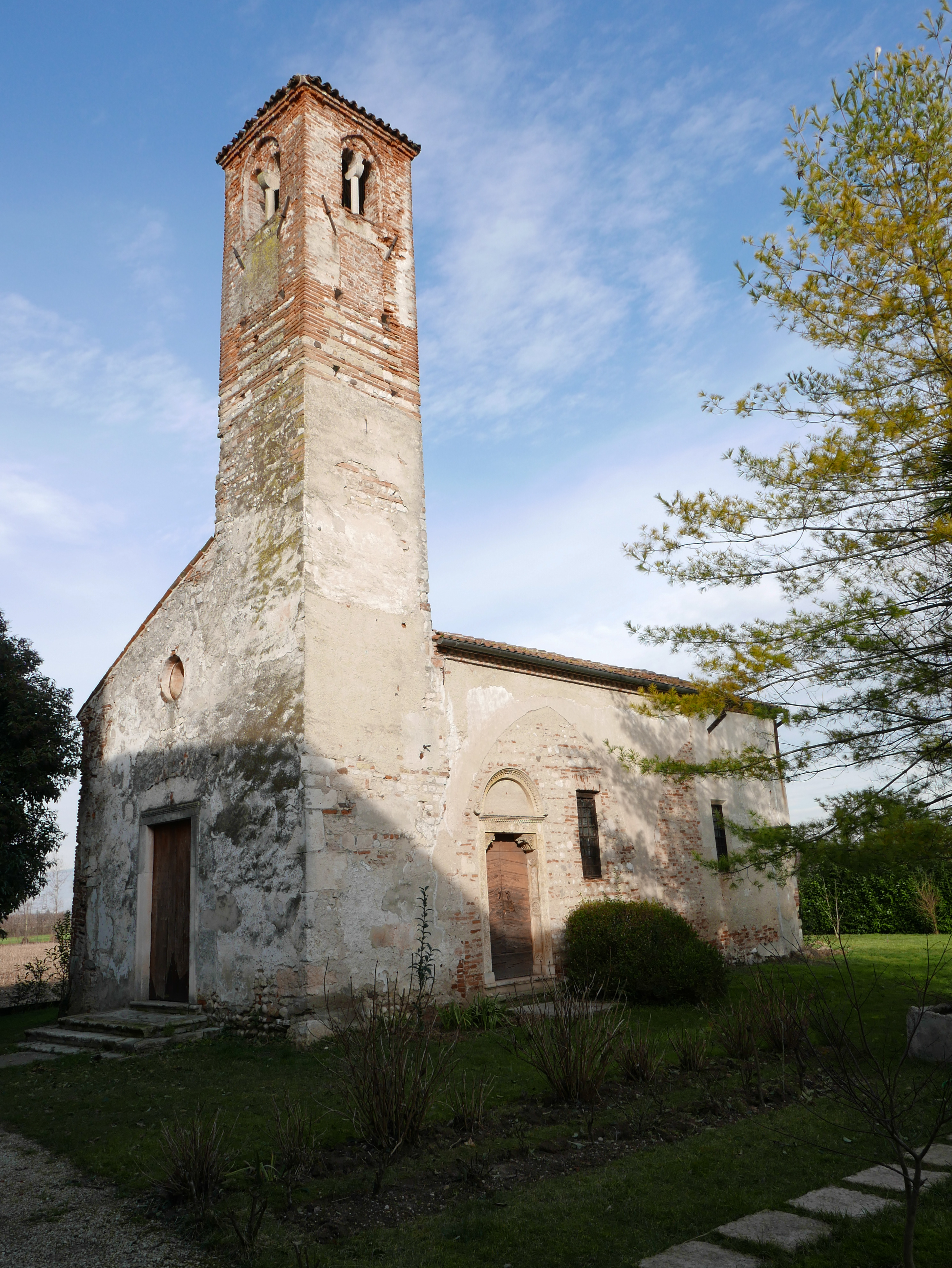
La facciata e il prospetto ovest

- l'abbazia di Santa Maria Etiopissa. Nel 1107 la famiglia da Vivaro, feudataria del vescovo di Vicenza, donò all'abbazia benedettina di Santa Maria di Pomposa capella una aedificata in honorem sanctae Mariae quae est posita in villa nomine Teupese …. Insieme con questa chiesa furono donate e assoggettate a Pomposa[37] anche quelle di Santa Perpetua, di Santa Croce e di Santa Fosca di Dueville, che quindi furono staccate dalla vita benedettina di Vicenza, imperniata sul monastero di San Felice[38]. Secondo un documento del secolo XIII pare che a quest'epoca la comunità benedettina fosse già estinta e forse sostituita da una comunità religiosa laica
- la chiesa parrocchiale dei Santi Vito, Modesto e Crescenzia a Montecchio Precalcino, dove l'opera dei benedettini trova riscontro, oltre che nel tipico nome dei santi titolari, in documenti successivi al 1000[39];

#### Lungo la via Postumia verso Verona
Diversi ospitali con relative annesse chiesette erano posti su questa strada di grande comunicazione: 
- oltre quelli sanfeliciani di San Martino e di San Bovo, già citati
- San Nicolò del Nunto (Olmo), la cui più antica memoria risale al 1065 e che nel XIII secolo venne affidato dal vescovo Bartolomeo di Breganze ai Cavalieri Gaudenti
- San Giovanni Battista della Mason presso Montebello, costruito dove esisteva l'antica mansio romana, affidato in seguito ai Cavalieri Templari[40]

Poco distante dalla via Postumia i benedettini avevano loro possedimenti - ricordati dal Privilegium del vescovo Rodolfo - anche ad Arzignano, Montecchia di Crosara e Montecchio Maggiore: In Arzignano aliud casale, In Monte Cledam terram aratoriam et duas petias de vite. In Montechio similiter
Verso Verona era benedettina l'abbazia di San Pietro di Villanova, presso San Bonifacio (ancora in diocesi di Vicenza), le cui origini sono probabilmente antecedenti al 1000, ma il primo documento che ne attesta l'esistenza è del 1135, quando venne sottomessa a quella di San Benedetto in Polirone. Unita nel 1562 all'abbazia veronese di Santa Maria in Organo, fu soppressa nel 1771.

#### Lungo la Riviera Berica
Lungo la strada romana che, uscendo a sud est dalla città, portava verso Este, durante il Basso Medioevo vi era una serie di ospitali, tutti con annessa cappella:
- alcuni gestiti da comunità di Umiliati, gruppi di laici che si ispiravano alla regola benedettina, come quelli di Santa Caterina e di San Sebastiano[42]
- altri costruiti dai benedettini: San Giovanni della Commenda[43], di Nanto, di Albettone, di Sossano e di Barbarano[42]

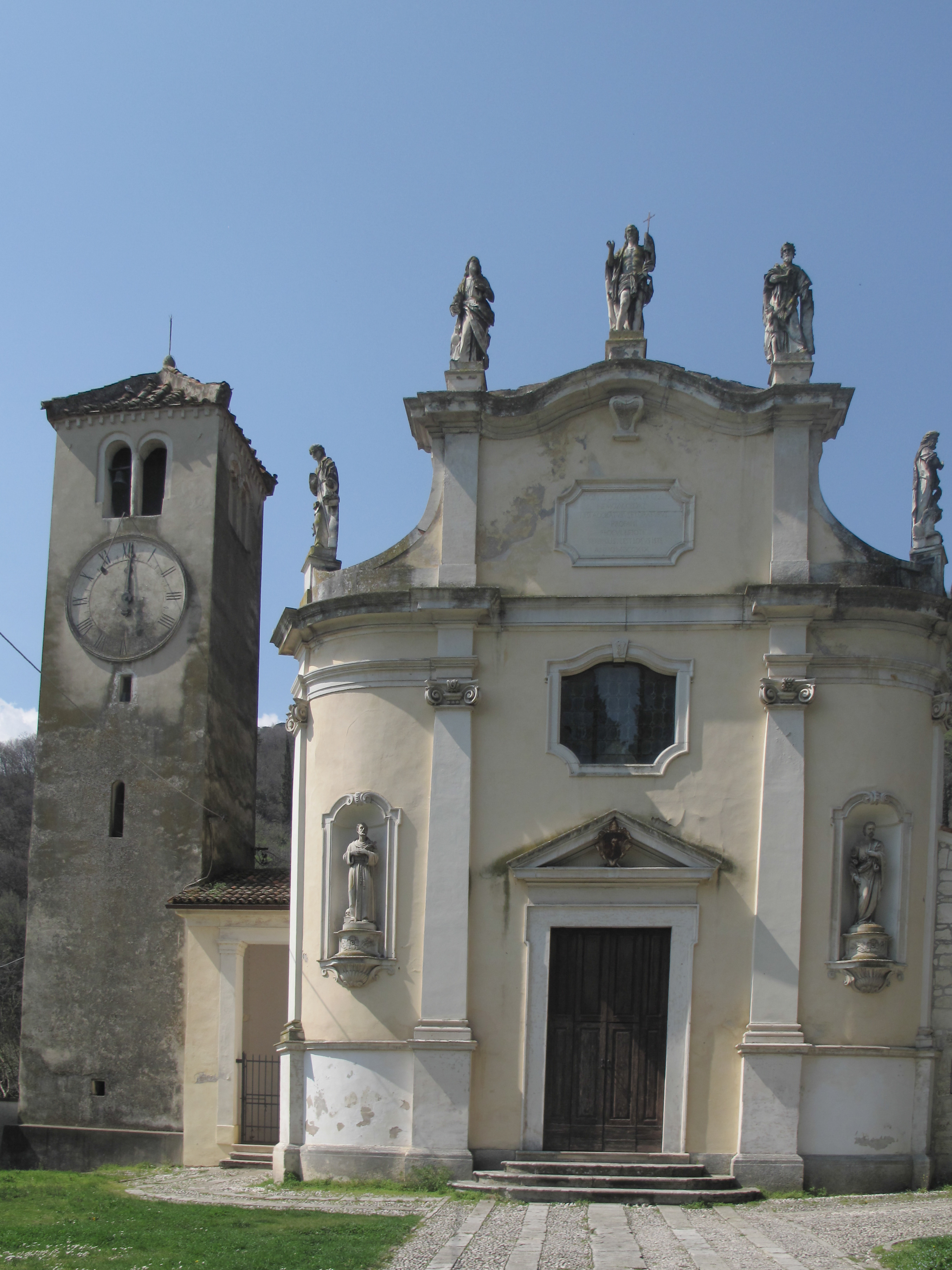
La facciata della Pieve di San Mauro Abate, dopo la ristrutturazione di Francesco Muttoni

Altri insediamenti benedettini vengono citati da antichi documenti:
- la chiesa dei santi Vito e Modesto a Secula di Longare, antica parrocchiale poi trasferita alla chiesa di Santa Maria Maddalena
- la pieve di San Mauro a Costozza di Longare; secondo un documento del 1297[44] - aveva giurisdizione sulle cappelle di San Giorgio di Castegnero, di San Giovanni di Pianezze di Arcugnano, di San Vito di Secula, di San Zenone di Colzè, di San Pietro Intrigogna, di Santa Maria di Casale e sulla chiesa dei Santi Filippo e Giacomo di Longara, anteriore al 1000[45]
- vari terreni a Castegnero e a Nanto, che in atti notarili sono attribuiti ai benedettini[42]
- la chiesa di San Silvestro in frazione Lovertino di Albettone. Anticamente situata sul colle, sul quale è tuttora in parte visibile, nel secolo IX apparteneva all'omonima abbazia benedettina sita a Vicenza, dipendente da quella di Nonantola, cui spettavano i diritti di giuspatronato. Nel 1201 fu venduta al Comune, insieme con i suoi beni, che vennero acquistati nel 1331 dalla famiglia Pigafetta[24]
- la chiesetta dei Santi Vito e Modesto, sempre a Lovertino sul lato destro della strada che conduce a Vò Vecchio di Padova. Documentata già nel 753 come appartenente alla vicina abbazia benedettina di San Silvestro, fu definita dall'archeologo vicentino mons. Giuseppe Lorenzon "la gemma dei Berici"
- la chiesa parrocchiale dei Santi Vito, Modesto e Crescenzia a Noventa Vicentina[46].

#### Lungo la strada per Lonigo
Un'antica strada romana che, partendo dal centro della città, costeggiava le pendici dei colli Berici verso sud ovest, portava fino a Lonigo e all'attuale abitato di Cologna Veneta.
Dopo essere passata dinanzi l'abbazia nonantolana di San Silvestro e la chiesa di San Giorgio in Gogna, già citate, la strada proseguiva per:
- la località Bassicum dove i monaci sanfeliciani possedevano dei beni, ricordati dal Privilegium: In Bassico curtem unam[47]

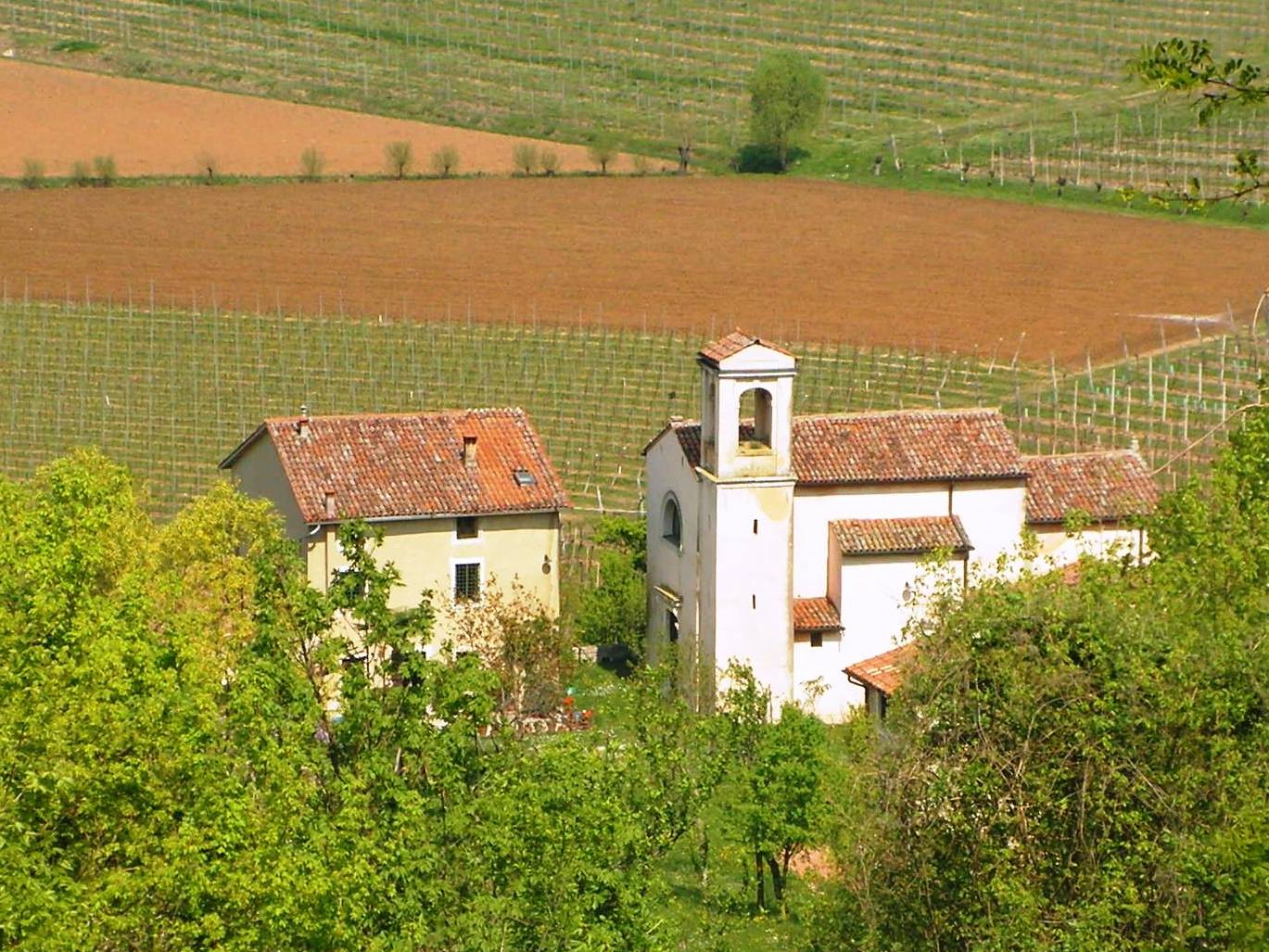
La Corte piccola benedettina a San Vito di Brendola

- la chiesa di San Vito di Brendola (S. Vitus de Curte Brendolarum), sorta come antica cappella edificata dalla famiglia Chiarelli e donata successivamente ai monaci benedettini - le prime notizie certe della sua esistenza risalgono al XII secolo, - che vi restarono fino allo scioglimento determinato dai decreti napoleonici[48]
- a Lonigo i monaci possedevano certamente dei beni prima del 1000: iI Privilegium cita in leonico casale unum. A quest'epoca però doveva già esistere il monastero dei santi Fermo e Rustico (ora ne resta solo la cappella, inclusa nella villa Giovannelli), che nel XII secolo venne unito all'abbazia di San Benedetto in Polirone, in provincia di Mantova[49]
- altri possedimenti erano nei dintorni: in frazione Bagnolo di Lonigo e a Zimella[50]
- la presenza dei benedettini nella zona di Cologna Veneta è attestata da una casa, che nel XIII secolo era abitata dagli Umiliati, secondo il Mantese una specie di terz'ordine benedettino
- a Sabbion di Cologna Veneta i benedettini del monastero veronese di San Giorgio in Braida possedevano due cappelle, per le quali verso la metà del XII secolo sostennero una controversia con il vescovo di Vicenza[50].

### I monasteri femminili

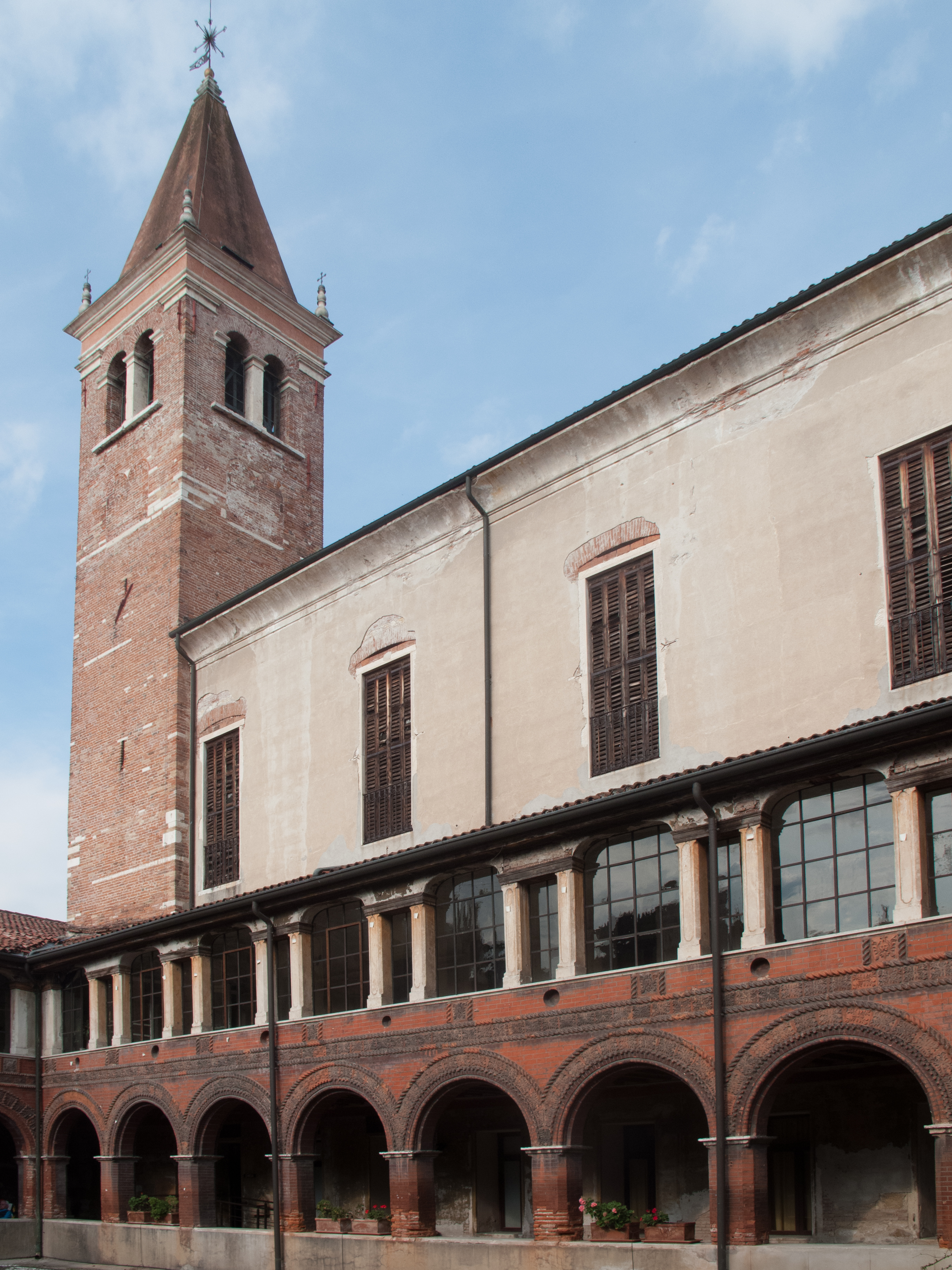
Monastero di San Pietro a Vicenza: il campanile e l'oratorio sovrastante il chiostro

La diffusione del monachesimo femminile che si ispirava alla regola di San Benedetto fu, nell'Alto Medioevo, molto inferiore a quello maschile, sia per la condizione della donna a quel tempo che per l'impossibilita di esercitare le funzioni cui attendevano i monaci: la bonifica delle terre mediante il lavoro diretto, la pastorale e la liturgia espressione dell'essere sacerdoti.
Il più importante focolare di vita benedettina femminile a Vicenza fu il monastero di San Pietro.
Probabilmente nato come benedettino e maschile, subì le scorrerie degli Ungari alla fine del IX e agli inizi del X secolo, forse fu distrutto, In ogni caso stava per andare in rovina quando, nel 977, il privilegio del vescovo Rodolfo lo definiva "quasi annientato e deserto di ogni culto monastico e divino ufficio". Vi sono opinioni diverse sul momento in cui esso divenne un monastero femminile. Secondo il Mantese lo era già nella prima metà dell'XI secolo, secondo altri lo divenne qualche decennio dopo.
Dal monastero dipendevano anche altre chiese, come quella di San Vitale, che si affacciava sull'attuale piazza San Pietro, quella di Sant'Andrea, nei pressi duella Corte dei Roda, e la chiesetta di San Pietro al Monte alla sommità del percorso dove, in seguito, furono costruite le Scalette di Monte Berico.
Così come era avvenuto per i benedettini di San Felice, anche al monastero di San Pietro i vescovi assegnarono in feudo una notevole quantità di possedimenti, estesi su tutto il territorio vicentino: dagli attuali Lerino e Torri di Quartesolo fino a Grumolo, poi detto "delle Abbadesse".

## Basso Medioevo
A partire dal XII secolo nell'Italia centro-settentrionale si ebbero notevoli cambiamenti della vita cittadina che influirono sulla sfera religiosa. Nacquero i liberi comuni - come quello di Vicenza ma anche molte comunità rurali - che si svincolarono dalla signoria del vescovo; si formò un nuovo ceto sociale, la borghesia, che per esigenze di viaggi e di commerci ebbe l'opportunità di incontrare altre culture e rivendicò una maggiore libertà di pensiero, anche in materia di fede, creando nuove fraternità e sette, come ad esempio quelle degli Umiliati e dei Catari.
Entrarono in crisi, quindi, la maggior parte delle funzioni esercitate dai benedettini nel corso dei secoli precedenti. L'agricoltura non fu più l'attività economica prevalente, e d'altronde la maggior parte delle terre utilizzabili era già stata bonificata. Cambiò il modello di vita ideale per il cristiano, che non fu non più quello del monaco che si ritirava dal mondo per costruire la civitas Dei, ma quello dell'uomo che accettava il mondo per comprenderlo e trasformarlo. A questo scopo nacquero le comunità degli ordini mendicanti, che rapidamente si diffusero e crearono chiese e conventi all'interno della città. La cultura non fu più patrimonio dei monasteri, ma fiorirono scuole cittadine.

### L'abbazia di San Felice
Anche i monaci di San Felice oramai, più che lavorare direttamente i terreni aiutati dai famuli, cominciarono a cederli a servi emancipati o a piccoli feudatari; in un primo tempo questa cessione accrebbe le rendite, ma già nel Duecento la dispersione delle terre portò l'abbazia ad una crisi amministrativa; cadde in mano agli usurai e fu costretta a vendere molte e importanti proprietà, oppure a doverle difendere dalla usurpazione da parte dei piccoli feudatari.
Dal punto di vista pastorale, in seguito alla creazione delle parrocchie urbane e suburbane nel XIII secolo, sulle abbazie gravò anche la responsabilità della vita religiosa della popolazione. Nel borgo di San Felice la sede parrocchiale fu, tra il XIII e il XV secolo, la chiesetta dell'antico ospitale di San Martino e nel borgo di San Pietro, nello stesso periodo, la badessa gestì la sede parrocchiale nella chiesa di Sant'Andrea, di proprietà del monastero.
Nel XIII secolo si manifestò una generale decadenza dell'abbazia, nonostante i tentativi fatti da papi e da vescovi vicentini per richiamare al primitivo fervore, tentativi che però non ottennero buoni effetti. Il vescovo Altegrado tentò una riforma nel 1307, di cui si ha memoria in un documento, con il quale egli stigmatizzava le irregolarità e gli abusi dei monaci e dell'abate. Non rimane invece documentazione che ci dica se, in seguito ai rimproveri del vescovo, ci sia stato un miglioramento nella vita del monastero, ma ben presto le condizioni precipitarono nuovamente.
Gli abati di San Felice furono anzi coinvolti nelle lotte per la presa del potere da parte delle signorie: l'abate Gumberto, ad esempio, ebbe un ruolo importante di appoggio ai dominatori nel periodo della custodia padovana (1265-1311), mettendosi contro il vescovo di Vicenza.
Sotto gli Scaligeri - che avevano sequestrato tutti i beni della Chiesa locale, compreso il ricco patrimonio del monastero - ai monaci e alla servitù mancava anche il necessario per il vitto e il vestito, tanto che l'abate Bernardo lamentava di non poter sostenere un tono elevato di vita religiosa e neppure assicurare l'ufficio divino. Anche dopo il 1376, quando i beni furono restituiti, la situazione economica del monastero restò difficile e continuò la sua generale decadenza.
Durante il Basso Medioevo, comunque, la maggior parte dei beni citati nel Privilegium di Rodolfo non risultavano più in possesso dell'abbazia. I terreni bonificati erano stati usurpati o ceduti ad altri proprietari, gli ospitali erano passati a fraternità di laici, le cappelle e le chiese cedute ad altri ordini religiosi o alle pievi, maggiormente in grado di assicurare le celebrazioni liturgiche in favore della popolazione locale.

### L'abbazia di San Pietro

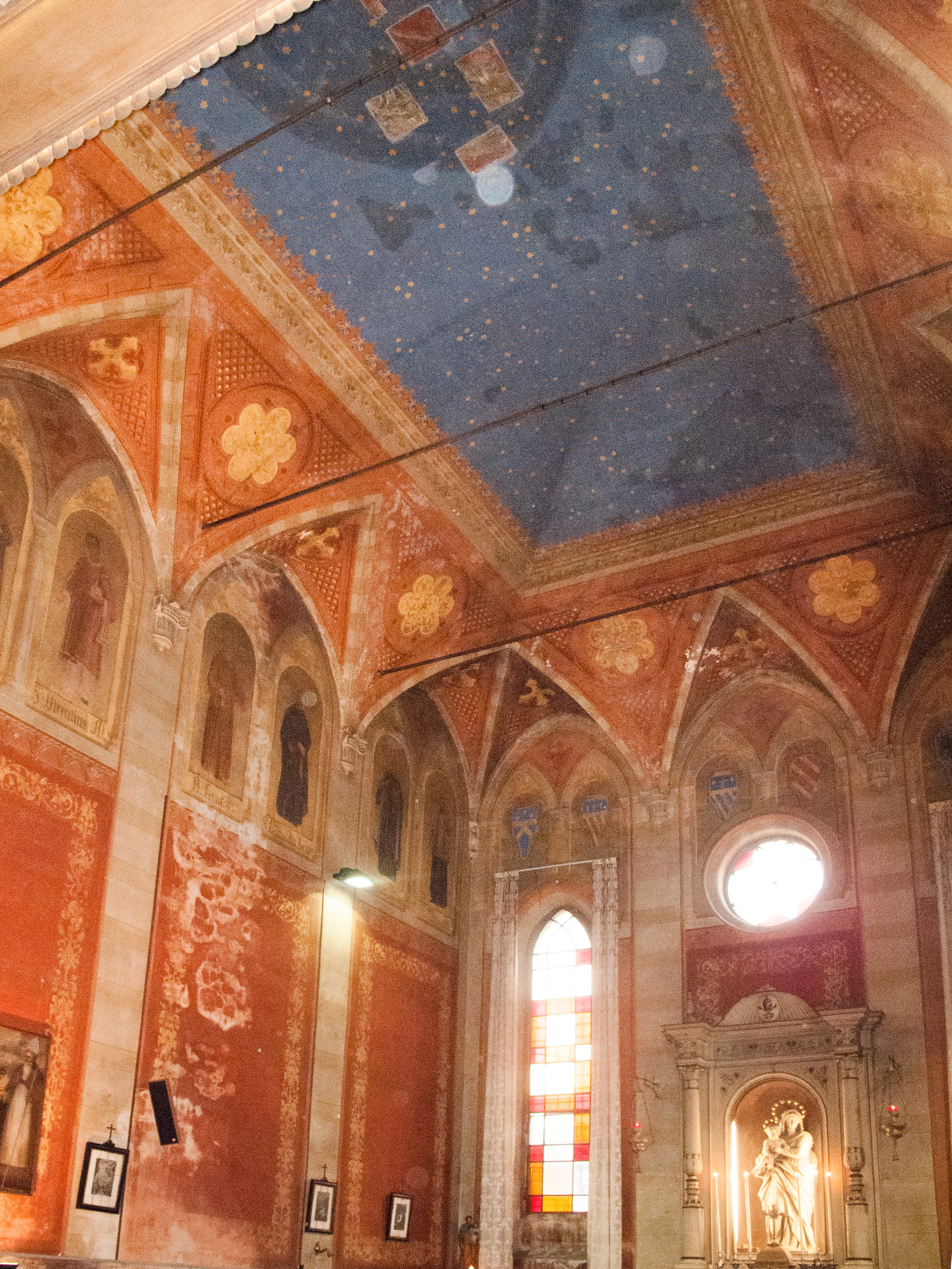
Monastero di San Pietro a Vicenza: interno dell'oratorio delle monache

Nel XIII secolo anche il principale monastero femminile decadde. Nel 1254 papa Innocenzo IV incaricò l'allora vescovo di Vicenza Manfredo dei Pii e Bartolomeo da Breganze di operarvi una riforma che però non riuscì, tanto che nel 1291 papa Niccolò IV chiese nuovamente al vescovo Pietro Saraceni di riformare il monastero o, se non fosse riuscito, di trasferire le monache altrove. Il monastero comunque restò in vita, sempre titolare dei suoi numerosi possedimenti, anche se i privilegi erano più formali che reali, essendo stato il patrimonio già ampiamente eroso e le badesse continuamente coinvolte in vertenze giuridiche.
Sotto la signoria scaligera, i beni della chiesa furono ulteriormente depredati, ma il monastero di San Pietro riuscì a farsi rinnovare il diretto patrocinio della Santa Sede. Il patrimonio si diversificò: nel Trecento le monache possedevano anche delle officine per la lavorazione della lana e altre per la lavorazione del ferro lungo il Bacchiglione, una bottega per la lavorazione delle pelli in piazza Biade a Vicenza e una fornace a Camisano.
Alla fine del XIV secolo, comunque, vivevano nel monastero solo cinque monache, di cui due straniere.

## Età moderna
La nuova politica religiosa della Repubblica di Venezia portò ad una restaurazione del patrimonio ecclesiastico, compreso quello immobiliare ancora in possesso delle abbazie di San Felice e di San Pietro, nonostante si fosse ormai molto ridotto.

### L'abbazia di San Felice
Agli inizi del Quattrocento però l'abbazia di San Felice giaceva in uno stato di quasi totale abbandono; fu data in commenda ad abati forestieri, che venivano coadiuvati in questo compito da appena due o tre monaci, in genere tedeschi.
Nel 1463 un provvedimento pontificio annesse il monastero alla Congregazione di Santa Giustina di Padova, già riformata sotto l'impulso del suo abate Ludovico Barbo. Subito dopo questa unione il monastero - che da quel momento si sarebbe intitolato dell'ordine di San Benedetto dell'Osservanza - subì una profonda trasformazione in positivo: furono stabilite nuove regole, tra le quali il rinnovo annuale della nomina dell'abate, una diversa modalità per la cura d'anime della parrocchia di competenza del monastero, una più scrupolosa amministrazione del patrimonio. In meno di dieci anni il numero dei monaci passò a sedici, provenienti da varie parti d'Europa.
Questo spirito, però, non durò a lungo: già durante la prima metà del Cinquecento si ebbe un nuovo rilassamento dei costumi e il monastero non produsse nulla di veramente degno, anche se il numero dei monaci rimase costante. La ventata riformatrice del Concilio di Trento, che il vescovo Matteo Priuli cercò di portare in città, non fu subito recepita dagli abati, in primis quello di San Felice, che si opposero al decreti reputandoli lesivi dei privilegi apostolici e delle esenzioni acquisite. Nella seconda metà del XVI secolo San Felice aveva un patrimonio con la rendita più alta fra tutti i monasteri vicentini nonostante che, nel tempo, avesse dovuto svendere molti dei suoi beni.
Il decadimento spirituale ed economico continuò durante tutto il Seicento e il Settecento e il monastero non ebbe mai più di una decina di monaci; ciononostante venne rinnovato dal punto di vista architettonico e anche la basilica subì una serie di radicali interventi che le diedero un aspetto baroccheggiante.
I monaci di San Felice continuarono a gestire la parrocchia del borgo, per la cui cura pastorale mantenevano un parroco, che poteva essere un religioso o anche un sacerdote secolare; a poco a poco la parrocchia, crescendo anche il numero degli abitanti, sì emancipò dal monastero, il quale offriva un servizio limitato - ad esempio non di notte - e quindi soggetto a frequenti lamentele. I benedettini esercitavano anche la protezione - talora contestata - sul monastero di San Pietro.
La fine del monastero avvenne con la caduta della Repubblica di Venezia; nel 1806 il complesso degli edifici passò al demanio cittadino e i pochi monaci rimasti se ne andarono a Padova. Nel 1808 Arnaldo Tornieri annotava nella sua cronaca che il monastero di San Felice era divenuto una "puzzolente e fetida casermaccia".

### I monasteri femminili

#### San Pietro
Il Quattrocento si era aperto comunque con un livello di vita monacale molto degradato, anche per il malgoverno delle badesse del tempo, quasi tutte appartenenti all'aristocrazia cittadina, entrate in convento non per vocazione ma per costrizione e quindi portate a esercitare il prestigio e il potere che derivavano dalla loro condizione. Così nel 1435 il vescovo di Vicenza Francesco Malipiero si impegnò in un nuovo tentativo di riforma, privando la badessa del potere amministrativo, vietando l'ingresso ad ogni estraneo e applicando ai parlatori una grata, disposizioni che però vennero poco rispettate, fino a che dieci anni dopo un intervento del papa Eugenio IV raggiunse l'obiettivo.
Dopo questa presa di posizione il monastero ebbe una notevole ripresa e aumentò il numero delle monache che, agli inizi del secolo successivo, erano quasi una cinquantina (nel 1524 erano addirittura 80) e conducevano un'esemplare vita religiosa. Si trattava di una riforma simile a quella del monastero maschile di San Felice - anche se quella ebbe una riuscita ben minore - e, come era avvenuto per questo, nel 1499 anche San Pietro fu incorporato nella Congregazione di santa Giustina di Padova.
Nel 1520 papa Leone X emanò una bolla contro gli illegittimi possessori e usurpatori dei beni delle monache di San Pietro. Non soltanto le vaste estensioni terriere del suburbio, di Schio e altre zone erano state manomesse, ma perfino gli antichi diritti e privilegi che le monache avevano sulle acque del Bacchiglione venivano contestati.
In seguito alla soppressione di tutti gli ordini religiosi determinata dai decreti napoleonici del 1806 e 1810, le monache dovettero abbandonare il monastero che divenne patrimonio demaniale e, qualche anno più tardi, fu ristrutturato per diventare la sede dell'Istituto "Ottavio Trento". La chiesa, in base alla riorganizzazione ecclesiastica, divenne sede parrocchiale.

#### Santa Caterina

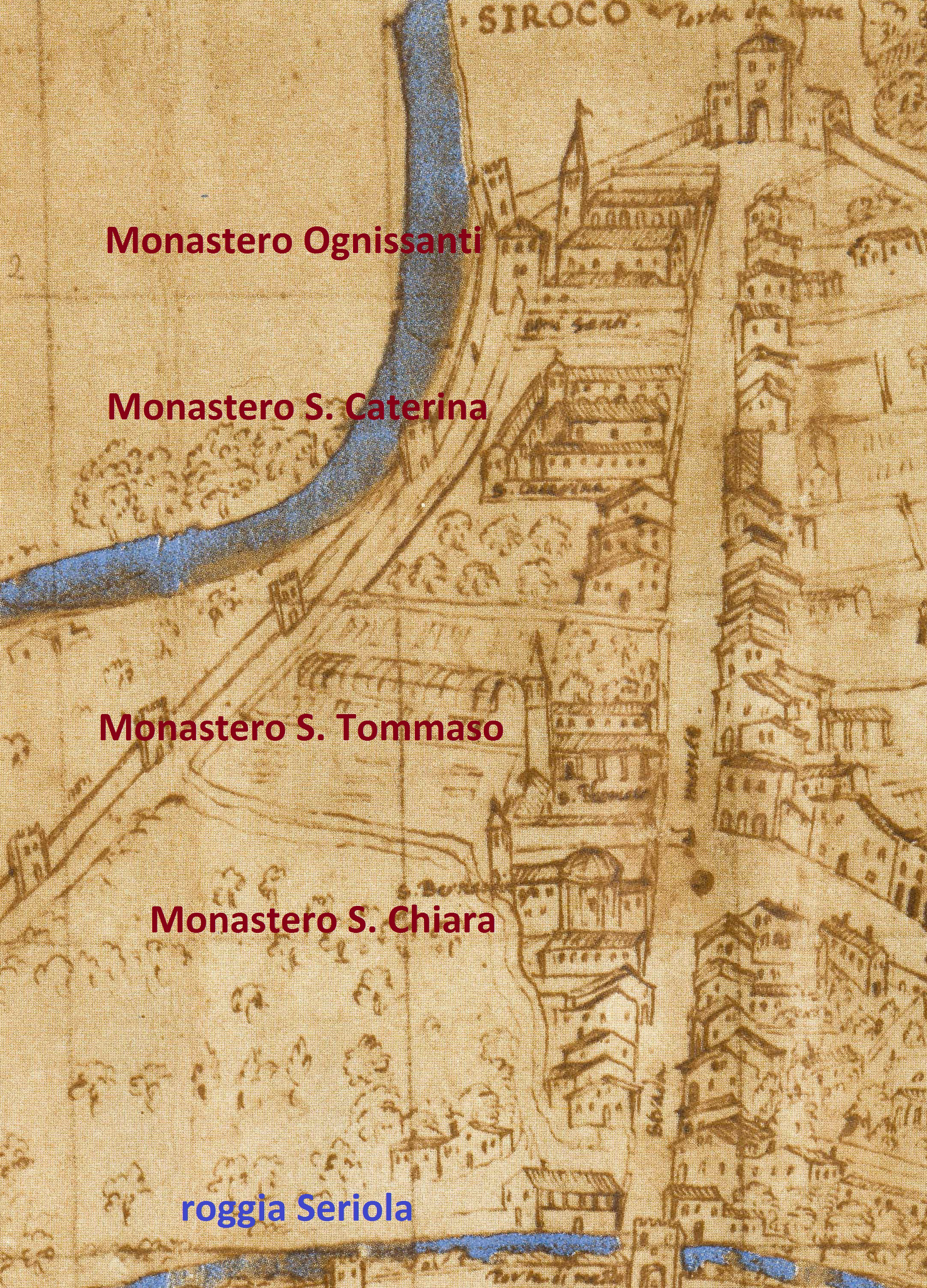
Pianta Angelica, 1580, particolare: monasteri di Borgo Berga

Durante il Duecento alcune fraternità di Umiliati si erano insediate in Borgo Berga dove avevano costruito, oltre al monastero di Ognissanti, la chiesa dedicata a santa Caterina di Alessandria e il contiguo monastero. Questo però, verso il 1320, a motivo di difficoltà di ordine economico restò senza fratres e passò dapprima agli Umiliati di Ognissanti, poi nel 1326 alle monache benedettine di San Donato di Barbarano, che acquistarono chiesa e monastero per trasferirsi in città. Ad esse nel 1420 si aggiunsero quelle di San Biagio Vecchio, dopo un processo celebrato contro di loro, a causa della paurosa decadenza morale e religiosa in cui erano cadute.
Nel corso del XVI secolo il monastero era abbastanza fiorente, con la presenza di una trentina di monache e nel 1672 la chiesa fu quasi completamente ricostruita, grazie soprattutto al consistente finanziamento del giurista vicentino Giovanni Maria Bertolo, che aveva una figlia benedettina.
Con la caduta della Repubblica veneta il monastero, che ormai contava un esiguo numero di suore, fu soppresso. Dapprima fu occupato dalle truppe austriache nel 1798, poi con il decreto napoleonico del 1806 le monache furono concentrate nel convento del Corpus Domini e con quello del 1810, che disponeva la soppressione degli ordini religiosi, il monastero di Santa Caterina passò definitivamente al demanio.

#### San Silvestro

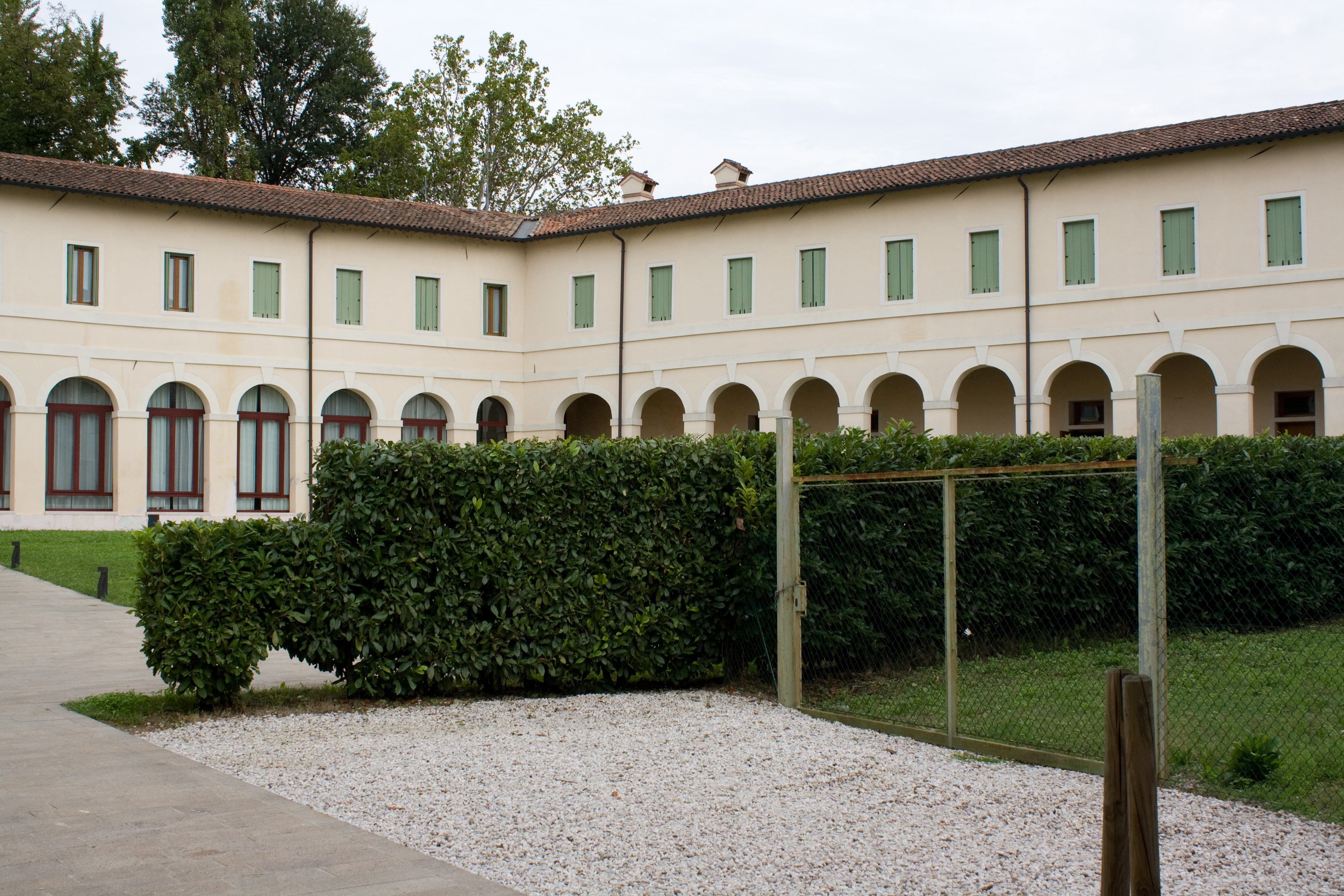
Il chiostro dell'ex monastero di San Silvestro, ristrutturato come residenza universitaria

L'antica abbazia benedettina di San Silvestro, sorta nell'IVI secolo e dipendente da quella di Nonantola, era andata fortemente decadendo durante il Basso Medioevo e nel Quattrocento era stata data in commenda ad una famiglia patrizia veneziana, che ne incamerava le rendite.
Nel 1523 Domicilla Thiene e Febronia Trissino, monache della comunità benedettina di San Pietro - forse su ispirazione di san Gaetano Thiene - alla ricerca di un luogo più ritirato chiesero di potervisi insediare, insieme ad altre compagne. Dai documenti risulta che tutte o quasi appartenevano a famiglie vicentine nobili, a testimoniare la consuetudine di chiudere in monastero le figlie, per non dover sborsare la cospicua dote richiesta per un matrimonio.
Il monastero ritornò così a rivivere, animato da una fede e da uno zelo delle monache talmente alto che - si ricorda nelle cronache - il vescovo dovette intervenire per temperare le regole troppo severe che Domicilla, la badessa, aveva imposto. Nel 1551 nel monastero, il più florido della città, erano presenti ben 25 monache e fino alla metà del Settecento superarono sempre la trentina.
Nella seconda metà del Settecento le vocazioni diminuirono e il numero delle monache si dimezzò. Il 15 maggio 1797 esse furono obbligate a lasciare il monastero, che fu occupato dalle truppe francesi, e a trasferirsi in quello di San Pietro. Qualche mese dopo vi ritornarono, ma nel 1805, con il ritorno dei francesi, il monastero fu nuovamente requisito e definitivamente soppresso nel 1810.

#### San Girolamo a Bassano del Grappa
In esso visse dal 1622 al 1670 la beata Giovanna Maria Bonomo.